# Polistes clavicornis
Polistes clavicornis är en getingart som beskrevs av Vecht 1971. Polistes clavicornis ingår i släktet pappersgetingar, och familjen getingar. Inga underarter finns listade i Catalogue of Life.